# Nasrin Khusrawi
Nasrin Khusrawi (* 21. März 1983) ist eine norwegische Schauspielerin.

## Leben
Nasrin Khusrawi absolvierte ihre Schauspielausbildung von 2003 bis 2007 an einer Schauspielschule in Oslo. Seit 2008 hat sie als Schauspielerin vor der Kamera in mehr als 20 Film-und-Fernsehproduktionen mitgewirkt. 2012 trat sie in Lillyhammer auf. 2015 spielte sie in Occupied – Die Besatzung mit. Außerdem wurde Khusrawi für die Serie Kristiania magiske tivolitheater gecastet. 2021 bekam sie eine Rolle in Drei Haselnüsse für Aschenbrödel
Sie ist zudem umfangreich am Theater aktiv und wirkte in zahlreichen Theaterstücken und Musicals mit, so unter anderem auch am Nationaltheatret, am Oslo Nye Teater oder am Riksteatret. Eine Theatertournee führte sie für einige Monate nach New York City, wo sie an verschiedenen Theatern auftrat.

## Filmografie (Auswahl)
- 2012: Lillyhammer
- 2015: Occupied – Die Besatzung (Fernsehserie)
- 2017: Espen und die Legende vom Bergkönig
- 2019: Exit (Fernsehserie)
- 2020: Norsk-ish (Fernsehserie)
- 2021: Drei Haselnüsse für Aschenbrödel
- 2021: Kristiania magiske tivolitheater (Fernsehserie)
- 2022: Rådebank (Fernsehserie)
- 2025: Solomamma